# Elezioni regionali in Sardegna del 1957
Le elezioni regionali in Sardegna del 1957 si tennero il 16 giugno.

## Risultati
| Liste                                          | Voti    | %     | Seggi |
| ---------------------------------------------- | ------- | ----- | ----- |
| Democrazia Cristiana (DC)                      | 278.304 | 41,67 | 31    |
| Partito Comunista Italiano (PCI)               | 116.997 | 17,52 | 13    |
| Partito Socialista Italiano (PSI)              | 63.524  | 9,51  | 6     |
| Partito Monarchico Popolare (PMP)              | 60.006  | 8,99  | 6     |
| Partito Sardo d'Azione (PSd'Az)                | 40.214  | 6,02  | 5     |
| Partito Nazionale Monarchico (PNM)             | 38.867  | 5,82  | 4     |
| Movimento Sociale Italiano (MSI)               | 33.628  | 5,04  | 3     |
| Partito Socialista Democratico Italiano (PSDI) | 18.162  | 2,72  | 1     |
| Partito Liberale Italiano (PLI)                | 18.129  | 2,71  | 1     |
| Totale                                         | 667.831 |       | 70    |

| Riepilogo dei seggi | Riepilogo dei seggi | Riepilogo dei seggi | Riepilogo dei seggi | Riepilogo dei seggi | Riepilogo dei seggi | Riepilogo dei seggi |
| ------------------- | ------------------- | ------------------- | ------------------- | ------------------- | ------------------- | ------------------- |
|                     |                     |                     |                     |                     |                     |                     |
| PCI                 | 13                  | ▼ 2                 |                     | PSI                 | 6                   | ▲ 1                 |
| PSDI                | 1                   | ━                   |                     | PSd'Az              | 5                   | ▲ 1                 |
| DC                  | 31                  | ▲ 1                 |                     | PLI                 | 1                   | ━                   |
| PMP                 | 6                   | Nuovo               |                     | PNM                 | 4                   | ▼ 1                 |
| MSI                 | 3                   | ▼ 1                 |                     |                     |                     |                     |